# Amy Grantová
Amy Grantová (* 25. listopadu 1960, Augusta) je americká zpěvačka a hudební skladatelka, představitelka současné křesťanské hudby. Někdy bývá nazývána „královnou křesťanského popu“.
Je jednou z prvních představitelek tohoto druhu hudby, které se podařilo integrovat do hlavního proudu pop music a dosáhnout v něm úspěchu. Její popová sláva vrcholila v první polovině 90. let 20. století, kdy vydala platinová alba Heart in Motion a House of Love. Poté se vrátila k výrazně křesťanské hudbě. Prodala více než 30 milionů alb po celém světě a je držitelkou šesti cen Grammy. V roce 2006 získala hvězdu na Hollywoodském chodníku slávy.
Amy Grantová má mezzosopránový typ hlasu, ale dokáže se pohybovat i v rozsahu sopránu a kontraaltu. Nazpívala duety s Peterem Ceterou a Artem Garfunkelem. Jejím druhým manželem je country zpěvák Vince Gill, za kterého se provdala v roce 2000. V křesťanském prostředí vyvolal kontroverze její rozvod i příliš sexuální pojetí v jejím nejpopovějším období.[zdroj?] Hlásí se k Churches of Christ.